# Frederick Rolfe
Frederick William Rolfe (Londres, 22 de julio de 1860 – Venecia, 25 de octubre de 1913), conocido como el barón Corvo, aunque él se autodenominaba 'Frederick William Serafino Austin Lewis Mary Rolfe', fue un escritor, fotógrafo y artista excéntrico inglés.

## Biografía
Rolfe nació en la calle Cheapside, del centro de Londres, hijo de un fabricante de pianos. Dejó la escuela a los catorce años y se hizo maestro. Enseñó brevemente en el colegio de Grantham, donde entabló una duradera amistad con el entonces director Ernest Hardy, que posteriormente se convertiría en el director del Jesus College de Oxford.
Se convirtió al catolicismo en 1886 y fue confirmado por el cardenal Manning. Con su conversión sintió una fuerte vocación hacia el sacerdocio, que persistió durante toda su vida, a pesar de resultar frustrada y nunca realizarse. En 1887 ingresó en el seminario de Santa María de Oscott, cerca de Birmingham, y en 1889 estudió en el Scots College de Roma, pero fue expulsado de ambos por su incapacidad para concentrarse en los estudios sacerdotales y su comportamiento errático. 
En esta época entró en el círculo de la duquesa Sforza Cesarini, que como él afirmó, lo adoptó como nieto y le concedió el uso del título de "barón Corvo". Este se convirtió en su pseudónimo más conocido, aunque tuvo varios seudónimos más, como "Frank English", "Frederick Austin", "A. Crab Maid", entre otros. A menudo abreviaba su nombre como "Fr. Rolfe" (un uso ambiguo que sugería que era el sacerdote que deseaba ser). 

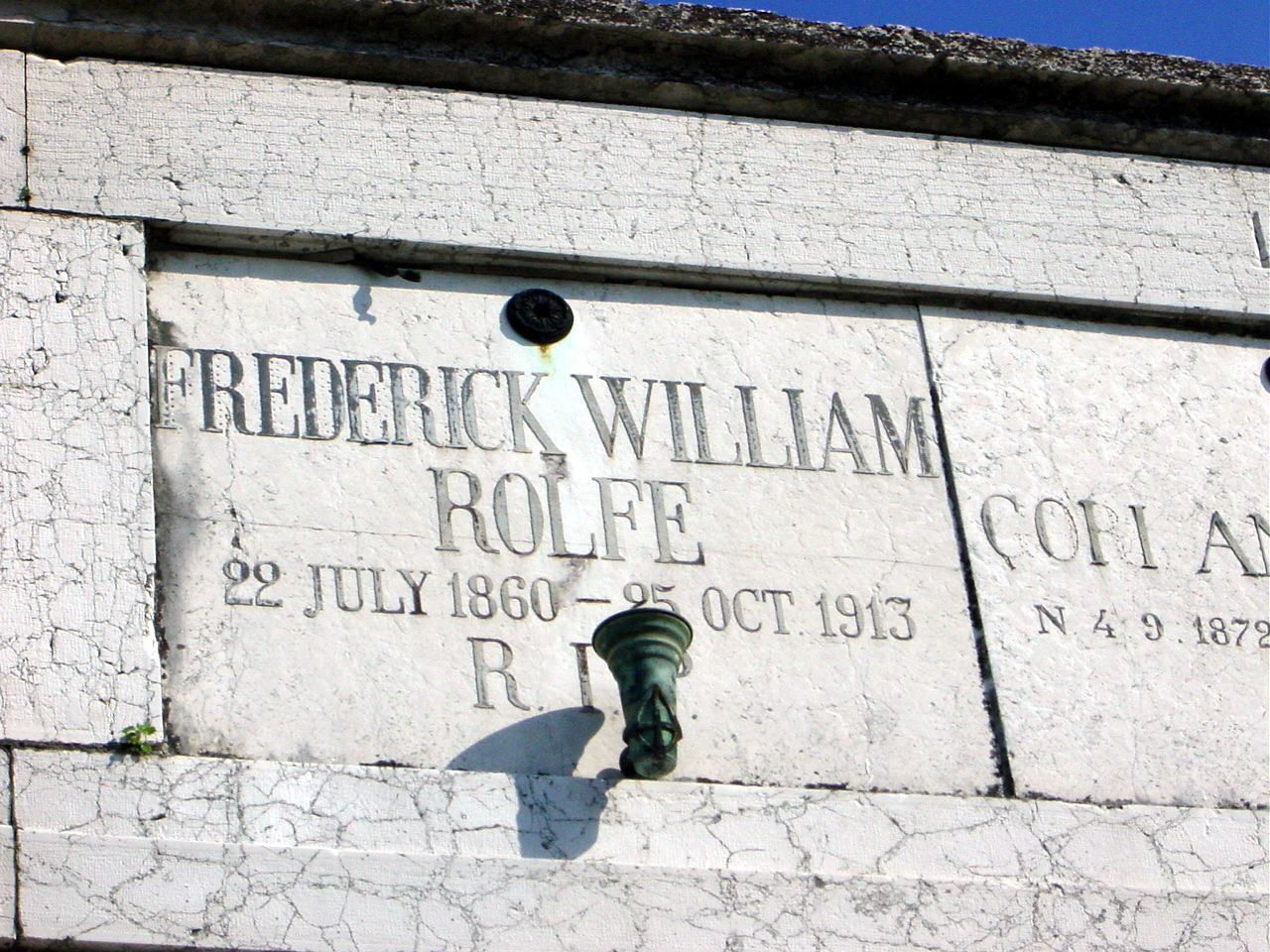
Nicho donde reposan los restos de Rolfe en San Michele, Venecia.

Rolfe pasó la mayor parte de su vida trabajando como escritor autónomo, principalmente en Inglaterra, aunque al final de su vida en Venecia. Vivió en la época anterior al estado del bienestar y dependía de benefactores que lo ayudaran a mantenerse, pero no tenía un carácter fácil y solía discutir espectacularmente con la mayoría de las personas que trataron de ayudarle y le ofrecieron alojamiento y manutención. Finalmente terminó sin suerte ni dinero en Venecia, donde murió de un derrame cerebral el 25 de octubre de 1913. Fue enterrado en la isla de San Michele, el cementerio histórico de Venecia.
La vida de Rolfe sirvió de base para The Quest for Corvo, de A.J.A. Symons, un "experimento en biografía" considerado un clásico menor del género. Esta obra revela que Rolfe tuvo un insólito entusiasta en la persona de Maundy Gregory.

### Homosexualidad
Frederick Rolfe asumía con comodidad su homosexualidad, y se relacionó y mantuvo correspondencia con varios hombres gais ingleses. En sus inicios escribió una buena cantidad de poesía sobre mártires niños y similares, idealista aunque sensiblera, y en ella y en su obra Toto stories ("Las historias de Toto") aparecen elementos pederastas, aunque sus jóvenes alumnos del momento remarcaron unánimemente en su edad adulta que nunca tuvo ni un indicio de relaciones inapropiadas con ellos. Al madurar el propio Rolfe mostró preferencia sexual por los jovencitos. Su única referencia explícita a la edad de su preferencia sexual aparece al final de su vida en una de las cartas desde Venecia a Charles Masson Fox, en la que declaraba: «Mi preferencia era por los de 16, 17, 18 y mayores.» Grant Richards, en sus Memories of a Misspent Youth  (Memorias de un joven malgastado, 1932), menciona a «Frederick Baron Corvo» en Parson's Pleasure en Oxford - donde los estudiantes podían bañarse desnudos - «contemplando los tonos amarillos de la carne de los jóvenes con satisfacción impropia».
Aquellos que se supone o especula que tuvieron relaciones sexuales con Rolfe - Aubrey Thurstans, Sholto Douglas, John 'Markoleone', Ermenegildo Vianello y otros gondoleros venecianos - eran todos jóvenes con edades entre los dieciséis y los veintiuno, con la excepción de Douglas, que era considerablemente mayor. Los jóvenes idealizados de sus obras de ficción eran de edad similar.
En 1904, poco después de su ordenación como sacerdote católico, Robert Hugh Benson entabló una casta pero apasionada amistad con Rolfe. Durante dos años su relación se mantuvo mediante cartas «no solo semanales, sino a veces diarias, y de carácter íntimo, y agotadoramente cargadas de emoción». Todas las cartas fueron posteriormente destruidas, probablemente por el hermano de Benson.
Rolfe buscó representar las relaciones de su ficción como ejemplos de «amor griego» entre un hombre mayor y un efebo, y así otorgarles la sanción de la antigua tradición helénica familiar para todos los eduardinos con educación clásica.

## Obra literaria

### Principales obras de ficción
Sus obras más importantes y trascendentes son historias y novelas en las que él mismo es el protagonista apenas disimulado:
- Stories Toto Told Me ("Las historias que Toto me contó", 1898), una colección de seis historias, posteriormente extendida a treinta y dos y publicada de nuevo como In His Own Image ("A su propia imagen", 1901), en las que ‘Don Friderico’ y su acólito adolescente se embarcan en largas excursiones a pie por la campiña italiana, incluso desde Roma hasta la costa este de Italia. El líder de los jóvenes, Toto, de dieciséis años, relata cuentos de santos comportándose como dioses paganos. Las historias son descaradamente supersticiosas y con riqueza de elementos católicos, y los santos que aparecen en ellas son hedonistas, vengativos y (aunque no licenciosos) están totalmente cómodos con la desnudez, diametralmente opuestos al ideal de santidad protestante o católica.

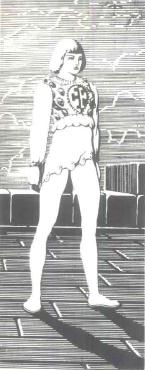
Diseño de Rolfe para la portada de Don Tarquinio.

- Hadrian the Seventh ("Adriano séptimo", 1904), la novela más famosa de Rolfe, con un argumento original y absorbente. Rolfe se retrata a sí mismo como inglés, con un nombre que resume la quintaesencia inglesa, ‘George Arthur Rose’ (por san Jorge, el rey Arturo y la guerra de las Dos Rosas), que habiendo sido inicialmente rechazado del sacerdocio se encuentra con un espectacular y muy improbable cambio de opinión de la jerarquía de la iglesia, que lo elige para el papado. Rose toma el nombre de Adriano VII (el único papa inglés había sido Adriano IV y el último papa no italiano de la época Adriano VI) y se embarca en un programa de reformas eclesiásticas y geopolíticas. Muy autoindulgentemente, tiene la oportunidad de revisar su vida pasada y recompensar o castigar a sus amigos y conocidos dándoles su merecido. Así Hadrian es esencialmente un ejercicio de culminación de sus deseos.

- Nicholas Crabbe (escrita entre 1900-1904, publicada en 1958) cuenta la historia de los primeros intentos de Rolfe por ser publicado, con papeles protagonistas de Henry Harland, John Lane y Grant Richards. En la novela Rolfe se da un nuevo nombre ficticio, ‘Nicholas Crabbe’, y su argumento es una crónica de acontecimientos paso a paso, en el que se reproducen muchas de las cartas de los editores que recibió Rolfe y sus contestaciones. Nicholas Crabbe es una novela mediocre, pero con muchos detalles autobiográficos.

- The Desire and Pursuit of the Whole ("El deseo y búsqueda del todo", escrita entre 1910–1913, publicada en 1934) se sitúa en Venecia y vuelve a introducir a ‘Nicholas Crabbe’. Tiene tres argumentos entrelazados: los esfuerzos de Crabbe para que publicaran sus libros, enfrentándose a obstáculos puestos en su camino por sus amigos y agentes en Inglaterra; el rescate realizado por el protagonista de una chica de 16 años del terremoto de Mesina y a la que contrata como asistente y gondolera, vestida de chico para evitar el escándalo; y la belleza trascendente de la propia Venecia y el papel que desempeña en las vidas de sus religiosos. De la novela con frecuencia se extraen bellas descripciones de Venecia que suelen aparecer en guías y antologías modernas. A diferencia de las demás novelas de Rolfe esta tiene final feliz, consiguiendo su protagonista un lucrativo contrato para el libro y una declaración de amor.[5]

### Otras obras
Rolfe escribió otras cuatro novelas: Don Tarquinio (1905), Don Renato (1909), The Weird of the Wanderer ("El raro de los nómadas", 1912) y Hubert’s Arthur (publicada póstumamente en 1935). Tanto The Weird of the Wanderer y Hubert’s Arthur fueron colaboraciones con Harry Pirie-Gordon. Estas obras se diferencias de sus novelas autobiográficas en dos aspectos: se sitúan en siglos anteriores y el protagonista no es el alter ego de Rolfe, aunque haya un alto grado de identificación, y en The Weird of the Wanderer el héroe, Nicholas Crabbe, aparezca como un viajero del tiempo que descubre que es Odiseo.
Rolfe también escribió relatos cortos publicados en periódicos de la época y reunidos tras su muerte en Three Tales of Venice ("Tres cuentos de Venecia", 1950), Amico di Sandro ("Amigo de Sandro", 1951), The Cardinal Prefect of Propaganda ("El cardinal prefecto de la propaganda", 1957) y The Armed Hands ("Las manos armadas", 1974). También publicó un libro de historia, entretenido pero poco fidedigno, Chronicles of the House of Borgia ("Crónicas de la casa Borgia", 1901); traducciones de The Rubáiyát of Umar Khaiyám (1903) y The Songs of Meleager (publicada póstumamente en 1937), y algo de poesía, posteriormente reunida en un volumen, Collected Poems ("Poemas completos", 1974).
En 1912, un año antes de su muerte, Rolfe empezó a escribir otra novela autobiográfica, The Freeing of the Soul, or The Seven Degrees ("La liberación del alma o los siete grados", escrita entre 1912–1913, publicada 1995), de la cual solo han quedado algunas páginas. Está situada en el siglo V y trataría de un obispo bizantino de mediana edad llamado Septimius, preocupado por los ataques de los bárbaros que atemorizaban a su congregación de Venecia. La novela era un nuevo enfoque para Rolfe, ya que sus anteriores novelas autobiográficas se situaban en su propio tiempo.

### Cartas
Rolfe fue un escritor epistolar entusiasta. John Holden afirmó que «Corvo era de ese tipo de hombres que nunca decía una palabra si podía escribirla. Vivíamos en la misma casa, una muy pequeña, pero siempre se comunicaría conmigo por nota si no estaba en la misma habitación que él. Tenía docenas de libros de cartas. Aprovechaba cualquier oportunidad para escribir una carta, y escribía cada carta, tanto si era para un editor o para un zapatero, con el mismo cuidado.» Se conservan miles de sus cartas, y se han publicado varias series de ellas en ediciones limitadas. Las cartas revelan una mente vivaz, inteligente y absorbente, pero a causa de tendencias paranoicas de Rolfe con frecuencia contienen recriminaciones y disputas. Entre los críticos que estiman más las cartas de Rolfe que su obra de ficción está W. H. Auden, que escribió que Rolfe «tiene todo el derecho a estar orgulloso de sus garras verbales... Un gran vocabulario es esencial para el estilo insultante, y Rolfe a base de estudio y constante práctica se convirtió en uno de los grandes maestros del vituperio.» Sus cartas todavía no han sido recopiladas en una sola edición académica.

## Fotografía y pintura

### Fotografía

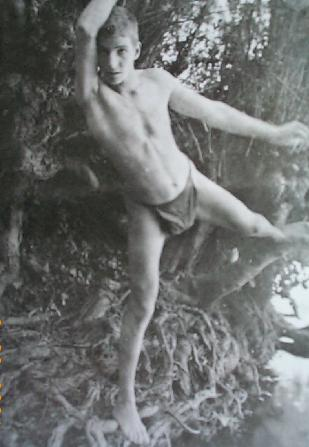
Tito Biondi en el lago Nemi (foto de Rolfe, entre 1890–92).

Rolfe estuvo interesado por la fotografía durante toda su vida, aunque no logró más que una competencia algo más que básica. Aunque empezó a experimentar con la fotografía cuando era maestro, hasta su etapa en Roma entre 1889-90, no conoció la obra de los fotógrafos arcadios Wilhelm von Gloeden y Guglielmo Plüschow. Su seminario, el Scots College, estaba bastante cerca del estudio de Plüschow en la calle Sardegna, cerca de via Veneto, y cuando Rolfe fue expulsado del seminario y quedó bajo el patrocinio de la duquesa Sforza Cesarini empezó a realizar fotografías imitando a von Gloeden y Plüschow. Sus modelos eran chicos locales de las calles de Genzano di Roma, una localidad dominada por el palazzo de la duquesa. Estos jóvenes posteriormente se convirtieron en los principales personajes de las historias de Toto, publicadas inicialmente en The Yellow Book en 1895-96 y después compiladas en Stories Toto Told Me de 1898 e In His Own Image en 1901.
Rolfe siguió disfrutando de la fotografía en Christchurch entre 1890-91, a su vuelta de Roma, y experimentó con el color y las fotografías subacuáticas. Pero empezó a perder el interés y realmente no volvió a tomar fotos hasta volver a Italia en 1908. Su obra fotográfica completa fue documentada en el libro The Photographs of Frederick Rolfe Baron Corvo 1860-1913, de Donald Rosenthal, que se publicó en 2008.

### Pintura
Rolfe nunca perdió su convicción de que había sido llamado para el sacerdocio. Consideraba que su juventud como maestro y su dedicación a la pintura y la fotografía eran ocupaciones transitorias, medios para ganar algún dinero, hasta que las autoridades de la iglesia católica rectificaran y se dieran cuenta de su firme vocación sacerdotal. Por ello Rolfe nunca recibió un adiestramiento formal ni en pintura ni en fotografía. Sus pinturas y diseños, incluidas varias de las cubiertas de sus propios libros, eran esfuerzos atrevidos de aficionado sorprendentemente habilidoso. Realizó alguno de los más notables cuando vivía en Christchurch en 1890 y 1891, incluido un pequeño pero llamativo óleo de san Miguel. 
Desde 1895 a 1899 vivió en Holywell, en el norte de Gales, donde pintó catorce carteles profesionales por encargo del párroco local Charles Sidney Beauclerk. Rolfe pintó figuras de santos y John Holden le ayudó con los letreros de los laterales. Solo se conservan cinco de los carteles, y todavía pueden verse en el museo de Holywell. Son representaciones coloristas de estilo naive, de los santos Jorge, Ignacio de Loyola, Gregorio Magno y Agustín de Canterbury y santa Winifrida.
Rolfe no pintó más tras convertirse en escritor a tiempo completo.

## Reputación literaria póstuma
Los primeros libros de Rolfe recibieron críticas amables pero ninguna de ellos consiguió un éxito suficiente para lograr ingresos para su autor, cuya reputación empezó a diluirse póstumamente. Sin embargo, en pocos años pequeños círculos de lectores empezaron a descubrir y a interesarse por su obra, y a formarse un culto literario considerable. En 1934 A.J.A. Symons publicó The Quest for Corvo, una de las biografías icónicas del siglo, atrayendo la atención de un público más amplio hacia la vida y obra de Rolfe. En los años 1950 y 1960 hubo un resurgimiento del interés en él que se conoció como ‘el renacimiento de Corvo’, que incluyó una exitosa adaptación teatral de Adriano VII en Londres. En la década de 1970 aparecieron dos biografías sobre Rolfe. Todo esto condujo a su inclusión en todas las principales obras de referencia y generó una corriente de tesis académicas sobre él. Aunque sus libros se han seguido editando, nunca ha aparecido ninguna monografía substancial en inglés sobre su obra, aunque hay una en italiano. Con el incremento del interés por la historia del modernismo literario y el reconocimiento de la importancia de los escritos sobre la vida en su génesis, se ha hecho patente la verdadera importancia de las ficciones autobiográficas de Rolfe. Se ha vislumbrado su influencia en novelas escritas por Henry Harland, Ronald Firbank, y Graham Greene, y su acuñación de neologismos y el uso de la historia de Ulises prefiguran quizás casualmente las obras de James Joyce.